# Saison 2022-2023 du Lyon olympique universitaire
 (janvier 2024).
Cette page présente la saison 2022-2023 du Lyon olympique universitaire en Top 14 et en Champions Cup.

## Entraîneurs
- Xavier Garbajosa (manager sportif) - transfert
- Julien Puricelli (avants et touche)
- Didier Bès (mêlée) -  transfert
- Coenie Basson (défense)  -  transfert
- Kendrick Lynn (arrières & skill)
- Gérald Gambetta (team manager)
- Pierre Lassus (Responsable Performance)

Départs :
- Pierre Mignoni (manager sportif) - transfert vers RC Toulon
- David Attoub (mêlée) - transfert vers CSBJ Rugby
- Richie Gray (consultant «attitudes aux contacts») - transfert vers RC Toulon

## La saison
Le LOU termine la saison régulière à la 3e place. Il est donc qualifié pour jouer le match de barrage d'accès aux phases finales à domicile au stade Gerland le 4 juin 2023. 
L'équipe est éliminée par l'Union Bordeaux Bègles (25-32).

## Effectif
| Nom                    | Poste            | Naissance          | Nationalité sportive | International | Dernier club          | Arrivée au club (année) |
| ---------------------- | ---------------- | ------------------ | -------------------- | ------------- | --------------------- | ----------------------- |
| Francisco Gomez Kodela | Pilier           | 3 juillet 1985     | Argentine            |               | Union Bordeaux Bègles | 2016                    |
| Hamza Kaabeche         | Pilier           | 23 septembre 1996  | France               | -             | Formé au club         | 2016                    |
| Paulo Tafili           | Pilier           | 15 février 1996    | France               | -             | Stade toulousain      | 2022                    |
| Vivien Devisme         | Pilier           | 23 mars 1992       | France               | -             | CA Brive              | 2019                    |
| Demba Bamba            | Pilier           | 17 mars 1998       | France               |               | CA Brive              | 2019                    |
| Feao Fotuaika          | Pilier           | 23 avril 1993      | Tonga                |               | Queensland Reds       | 2022                    |
| Sébastien Taofifénua   | Pilier           | 21 mars 1992       | France               |               | RC Toulon             | 2021                    |
| Jérôme Rey             | Pilier           | 19 mai 1995        | France               | -             | FC Grenoble           | 2021                    |
| Liam Coltman           | Talonneur        | 12 mai 1990        | Nouvelle-Zélande     |               | Highlanders           | 2022                    |
| Guillaume Marchand     | Talonneur        | 5 juin 1998        | France               | -             | Stade toulousain      | 2021                    |
| Yanis Charcosset       | Talonneur        | 28 août 2001       | France               | -             | Formé au club         | 2021                    |
| Killian Geraci         | Deuxième ligne   | 25 mars 1999       | France               |               | FC Grenoble           | 2019                    |
| Félix Lambey           | Deuxième ligne   | 15 mars 1994       | France               |               | AS Béziers            | 2016                    |
| Temo Mayanavanua       | Deuxième ligne   | 9 novembre 1997    | Fidji                |               | Northland             | 2020                    |
| Romain Taofifénua      | Deuxième ligne   | 14 septembre 1990  | France               |               | RC Toulon             | 2021                    |
| Joel Kpoku             | Deuxième ligne   | 22 juin 1999       | Angleterre           | -             | Saracens              | 2021                    |
| Dylan Cretin           | Troisième ligne  | 4 mai 1997         | France               |               | Formé au club         | 2016                    |
| Patrick Sobela         | Troisième ligne  | 12 août 1992       | France               | -             | US Oyonnax            | 2018                    |
| Loann Goujon           | Troisième ligne  | 23 avril 1989      | France               |               | Union Bordeaux Bègles | 2018                    |
| Arno Botha             | Troisième ligne  | 26 octobre 1991    | Afrique du Sud       |               | Bulls                 | 2022                    |
| Maxime Gouzou          | Troisième ligne  | 11 septembre 1998  | France               | -             | Stade montois         | 2022                    |
| Jordan Taufua          | Troisième ligne  | 29 janvier 1992    | Samoa                |               | Leicester Tigers      | 2021                    |
| Beka Saghinadze        | Troisième ligne  | 29 octobre 1998    | Géorgie              |               | Stade aurillacois     | 2021                    |
| Théo William           | Troisième ligne  | 4 juillet 2000     | France               | -             | US bressane           | 2022                    |
| Baptiste Couilloud     | Demi de mêlée    | 22 juillet 1997    | France               |               | Formé au club         | 2016                    |
| Jonathan Pélissié      | Demi de mêlée    | 6 juin 1988        | France               |               | RC Toulon             | 2017                    |
| Jean-Marc Doussain     | Demi d'ouverture | 12 février 1991    | France               |               | Stade toulousain      | 2018                    |
| Léo Berdeu             | Demi d'ouverture | 13 juin 1998       | France               | -             | SU Agen               | 2020                    |
| Lima Sopoaga           | Demi d'ouverture | 3 février 1991     | Nouvelle-Zélande     |               | Wasps                 | 2021                    |
| Fletcher Smith         | Demi d'ouverture | 1er mars 1995      | Nouvelle-Zélande     | -             | Green Rockets Tokatsu | 2022                    |
| Thibaut Regard         | Centre           | 6 août 1993        | France               | -             | Formé au club         | 2011                    |
| Josiah Maraku          | Centre           | 30 mars 2000       | Nouvelle-Zélande     | -             | RC Narbonne           | 2022                    |
| Ethan Dumortier        | Centre           | 29 décembre 2000   | France               | -             | CS Bourgoin-Jallieu   | 2017                    |
| Kyle Godwin            | Centre           | 30 juillet 1992    | Australie            |               | Western Force         | 2022                    |
| Xavier Mignot          | Ailier           | 27 janvier 1994    | France               |               | FC Grenoble           | 2017                    |
| Noa Nakaitaci          | Ailier           | 11 juillet 1990    | France               |               | ASM Clermont          | 2018                    |
| Davit Niniashvili      | Ailier           | 14 juillet 2002    | Géorgie              |               | Khvamli RC            | 2021                    |
| Josua Tuisova          | Ailier           | 4 février 1994     | Fidji                |               | RC Toulon             | 2019                    |
| Tavite Veredamu        | Ailier           | 1er septembre 1989 | France               | -             | France à sept         | 2021                    |
| Toby Arnold            | Arrière          | 11 septembre 1987  | Nouvelle-Zélande     | -             | Bay of Plenty         | 2013                    |
| Alexandre Tchaptchet   | Arrière          | 26 septembre 2001  | France               | -             | RC Massy              | 2020                    |

‌

## Calendrier et résultats

### Top 14
| Date du match | Domicile              | Extérieur             | Score / (bonus) | Classement |
| ------------- | --------------------- | --------------------- | --------------- | ---------- |
| 03/09/2022    | CA Brive              | Lyon OU               | 27-31 (-)       | 4e         |
| 10/09/2022    | Lyon OU               | Stade rochelais       | 21-23 (bd)      | 5e         |
| 17/09/2022    | Racing 92             | Lyon OU               | 32-19 (-)       | 11e        |
| 24/09/2022    | Lyon OU               | Stade français        | 33-27 (-)       | 4e         |
| 01/10/2022    | ASM Clermont          | Lyon OU               | 43-20 (-)       | 11e        |
| 09/10/2022    | Lyon OU               | Union Bordeaux Bègles | 36-21 (-)       | 10e        |
| 15/10/2022    | Montpellier HR        | Lyon OU               | 26-33 (-)       | 7e         |
| 22/10/2022    | Lyon OU               | Section paloise       | 31-27 (-)       | 5e         |
| 29/10/2022    | USA Perpignan         | Lyon OU               | 28-21 (-)       | 9e         |
| 05/11/2022    | Lyon OU               | Castres olympique     | 26-20 (-)       | 5e         |
| 27/11/2022    | Lyon OU               | Stade toulousain      | 21-14 (-)       | 4e         |
| 03/12/2022    | Aviron bayonnais      | Lyon OU               | 19-7 (-)        | 7e         |
| 23/12/2022    | RC Toulon             | Lyon OU               | 21-3 (-)        | 9e         |
| 31/12/2022    | Lyon OU               | CA Brive              | 27-30 (bd)      | 9e         |
| 07/01/2023    | Section paloise       | Lyon OU               | 12-21 (bo)      | 8e         |
| 28/01/2023    | Lyon OU               | ASM Clermont          | 34-14 (bo)      | 7e         |
| 04/02/2023    | Stade rochelais       | Lyon OU               | 16-20 (-)       | 3e         |
| 18/02/2023    | Lyon OU               | Montpellier HR        | 31-21 (-)       | 3e         |
| 25/02/2023    | Lyon OU               | Racing 92             | 45-11 (bo)      | 3e         |
| 04/03/2023    | Castres olympique     | Lyon OU               | 27-22 (bd)      | 4e         |
| 25/03/2023    | Lyon OU               | RC Toulon             | 23-27 (bd)      | 3e         |
| 16/04/2023    | Stade toulousain      | Lyon OU               | 36-31 (bd)      | 5e         |
| 23/04/2023    | Union Bordeaux Bègles | Lyon OU               | 23-9 (-)        | 6e         |
| 06/05/2023    | Lyon OU               | USA Perpignan         | 41-31 (-)       | 5e         |
| 14/05/2023    | Stade français        | Lyon OU               | 31-31 (-)       | 6e         |
| 28/05/2023    | Lyon OU               | Aviron bayonnais      | 53-19 (bo)      | 3e         |

#### Classement Top 14[2]
| Rang | Club                  | J  | V  | N | D  | Em | Ee | Bo | Bd | Pm  | Pe  | Diff | Pts |
| ---- | --------------------- | -- | -- | - | -- | -- | -- | -- | -- | --- | --- | ---- | --- |
| 1    | Stade toulousain      | 26 | 17 | 1 | 8  | 76 | 44 | 9  | 2  | 682 | 474 | +208 | 81  |
| 2    | Stade rochelais       | 26 | 17 | 0 | 9  | 75 | 48 | 7  | 3  | 673 | 479 | +194 | 78  |
| 3    | Lyon OU               | 26 | 14 | 1 | 11 | 81 | 60 | 4  | 5  | 688 | 626 | +62  | 67  |
| 4    | Stade français Paris  | 26 | 13 | 2 | 11 | 63 | 48 | 5  | 6  | 616 | 480 | +136 | 67  |
| 5    | Racing 92             | 26 | 14 | 1 | 11 | 80 | 77 | 5  | 3  | 734 | 684 | +50  | 66  |
| 6    | Union Bordeaux Bègles | 26 | 13 | 1 | 12 | 53 | 48 | 4  | 5  | 576 | 501 | +75  | 63  |
| 7    | RC Toulon             | 26 | 14 | 0 | 12 | 65 | 57 | 3  | 2  | 588 | 557 | +31  | 61  |
| 8    | Aviron bayonnais (P)  | 26 | 13 | 1 | 12 | 57 | 75 | 2  | 2  | 596 | 662 | -66  | 58  |
| 9    | Castres olympique     | 26 | 13 | 1 | 12 | 43 | 58 | 1  | 2  | 532 | 635 | -103 | 57  |
| 10   | ASM Clermont          | 26 | 11 | 1 | 14 | 68 | 67 | 4  | 6  | 588 | 627 | -39  | 56  |
| 11   | Montpellier HR (T)    | 26 | 11 | 0 | 15 | 68 | 62 | 4  | 6  | 624 | 617 | +7   | 54  |
| 12   | Section paloise       | 26 | 10 | 1 | 15 | 64 | 72 | 5  | 5  | 591 | 634 | -43  | 52  |
| 13   | USA Perpignan         | 26 | 10 | 0 | 16 | 54 | 87 | 0  | 3  | 503 | 724 | -221 | 43  |
| 14   | CA Brive              | 26 | 7  | 0 | 19 | 41 | 85 | 1  | 7  | 440 | 731 | -291 | 36  |

|  | 1er et 2e : demi-finales                   |
|  | 3e à 6e : barrages                         |
|  | 13e : match d'accession                    |
|  | 14e : relégation                           |
|  | T : Tenant du titre 2022 • P : Promu 2022. |

#### Phase qualificative: évolution du classement
Pour des raisons techniques, il est temporairement impossible d'afficher le graphique qui aurait dû être présenté ici.

### Champions Cup 2022-2023
En tant que vainqueur du challenge européen, le LOU est qualifié pour la Champions Cup 2022-2023 à la place du RC Toulon, 8e de la phase régulière de Top14.
| Date du match | Domicile | Extérieur | Score / (bonus) | Classement |
| ------------- | -------- | --------- | --------------- | ---------- |
| 10/12/2022    | Bulls    | Lyon OU   | 42-36 (bo+bd)   | 6e         |
| 16/12/2022    | Lyon OU  | Saracens  | 20-28 (-)       | 10e        |
| 13/01/2023    | Saracens | Lyon OU   | 48-28 (-)       | 10e        |
| 20/01/2023    | Lyon OU  | Bulls     | 31-7 (bo)       | 7e         |

#### Poule A
| Rang | Club                  | J | V | N | D | Em | Ee | Bo | Bd | Pm  | Pe  | Diff | Pts |
| ---- | --------------------- | - | - | - | - | -- | -- | -- | -- | --- | --- | ---- | --- |
| 1    | Leinster              | 4 | 4 | 0 | 0 | 28 | 5  | 4  | 0  | 184 | 34  | +150 | 20  |
| 2    | Exeter Chiefs         | 4 | 3 | 0 | 1 | 20 | 8  | 4  | 0  | 139 | 68  | +71  | 16  |
| 3    | Saracens              | 4 | 3 | 0 | 1 | 15 | 11 | 2  | 1  | 120 | 94  | +26  | 15  |
| 4    | Édimbourg Rugby       | 4 | 3 | 0 | 1 | 12 | 11 | 2  | 1  | 111 | 85  | +26  | 15  |
| 5    | Sharks                | 4 | 3 | 0 | 1 | 15 | 11 | 3  | 0  | 119 | 89  | +30  | 15  |
| 6    | Harlequins            | 4 | 2 | 0 | 2 | 16 | 13 | 3  | 1  | 113 | 108 | +5   | 12  |
| 7    | Bulls                 | 4 | 2 | 0 | 2 | 15 | 19 | 2  | 0  | 102 | 139 | -37  | 10  |
| 8    | Gloucester RFC        | 4 | 2 | 0 | 2 | 9  | 20 | 1  | 0  | 62  | 140 | -78  | 9   |
| 9    | Lyon OU               | 4 | 1 | 0 | 3 | 16 | 17 | 3  | 1  | 115 | 125 | -10  | 8   |
| 10   | Racing 92             | 4 | 1 | 0 | 3 | 7  | 18 | 0  | 1  | 60  | 121 | -61  | 5   |
| 11   | Union Bordeaux Bègles | 4 | 0 | 0 | 4 | 5  | 13 | 0  | 2  | 53  | 99  | -46  | 2   |
| 12   | Castres olympique     | 4 | 0 | 0 | 4 | 6  | 18 | 0  | 0  | 56  | 132 | -76  | 0   |

Le LOU finit 9e de sa poule à l'issue des 4 journées. Il est donc non qualifié pour les phases finales de la Champions Cup. L'équipe est reversée en Challenge Cup dont il est tenant du titre.

## Statistiques

### Championnat de France
Meilleurs réalisateurs
| Rang | Joueur             | Poste         | Points | Essais | Transf. | Pén. | Drops |
| ---- | ------------------ | ------------- | ------ | ------ | ------- | ---- | ----- |
| 1    | Léo Berdeu         | Ouvreur       | 192    | 1      | 44      | 33   | -     |
| 2    | Ethan Dumortier    | Ailier        | 50     | 10     | -       | -    | -     |
| 3    | Fletcher Smith     | Ouvreur       | 43     | 1      | 7       | 8    | -     |
| 4    | Josua Tuisova      | Ailier        | 40     | 8      | -       | -    | -     |
| 5    | Davit Niniashvili  | Ailier        | 38     | 7      | -       | 1    | -     |
| 6    | Baptiste Couilloud | Demi de mêlée | 30     | 6      | -       | -    | -     |
| 7    | Josiah Maraku      | Centre        | 25     | 5      | -       | -    | -     |
| 8    | Jean-Marc Doussain | Ouvreur       | 22     | 1      | 7       | 1    | -     |
| 9    | Beka Saghinadze    | 3ème ligne    | 20     | 4      | -       | -    | -     |
| 10   | Lima Sopoaga       | Ouvreur       | 20     | -      | 7       | 2    | -     |

Meilleurs marqueurs
| Rang | Joueur | Poste | Essais |
| ---- | ------ | ----- | ------ |
| 1    | -      | -     | -      |
| 2    | -      | -     | -      |
| 3    | -      | -     | -      |
| 4    | -      | -     | -      |
| 5    | -      | -     | -      |